# Arquidiócesis de Mount Hagen
La arquidiócesis de Mount Hagen (en latín: Archidioecesis Montis Hagensis y en inglés: Roman Catholic Archdiocese of Mount Hagen) es una circunscripción eclesiástica de la Iglesia católica en Papúa Nueva Guinea. Se trata de una arquidiócesis latina, sede metropolitana de la provincia eclesiástica de Mount Hagen. Desde el 18 de marzo de 2025 su arzobispo es Clement Papa. 

## Territorio y organización
La arquidiócesis tiene 8288 km² y extiende su jurisdicción sobre los fieles católicos de rito latino residentes en las provincias de Jiwaka y de las Tierras Altas Occidentales.
La sede de la arquidiócesis se encuentra en la ciudad de Mount Hagen, en donde se halla la Catedral de la Santísima Trinidad.
La arquidiócesis tiene como sufragáneas a las diócesis de: Goroka, Kundiawa, Mendi y Wabag.
En 2023 en la arquidiócesis existían 25 parroquias.

## Historia
El vicariato apostólico de Mount Hagen fue erigido el 18 de junio de 1959 mediante la bula Prophetica vox del papa Juan XXIII, obteniendo el territorio de los vicariatos apostólicos de Alexishafen (hoy arquidiócesis de Madang) y de Wewak (hoy diócesis de Wewak).
El 15 de noviembre de 1966 el vicariato apostólico fue elevado a diócesis mediante la bula Laeta incrementa del papa Pablo VI. Originalmente era sufragánea de la arquidiócesis de Madang.
El 18 de marzo de 1982, mediante la bula Qui Divino Consilio del papa Juan Pablo II, cedió una parte de su territorio para la erección de la diócesis de Wabag y al mismo tiempo fue elevada al rango de arquidiócesis metropolitana.

## Estadísticas
Según el Anuario Pontificio 2024 la arquidiócesis tenía a fines de 2023 un total de 224 680 fieles bautizados.
| Año                                                                             | Población            | Población | Población      | Sacerdotes | Sacerdotes    | Sacerdotes    | Bautizados por sacerdote | Diáconos permanentes | Religiosos | Religiosos | Parroquias |
| Año                                                                             | Bautizados católicos | Total     | % de católicos | Total      | Clero secular | Clero regular | Bautizados por sacerdote | Diáconos permanentes | Varones    | Mujeres    | Parroquias |
| ------------------------------------------------------------------------------- | -------------------- | --------- | -------------- | ---------- | ------------- | ------------- | ------------------------ | -------------------- | ---------- | ---------- | ---------- |
| 1970                                                                            | 87 582               | 318 000   | 27.5           | 42         | 1             | 41            | 2085                     |                      | 57         | 38         | 32         |
| 1980                                                                            | 128 673              | 372 000   | 34.6           | 46         | 4             | 42            | 2797                     |                      | 62         | 58         | 35         |
| 1990                                                                            | 107 146              | 264 354   | 40.5           | 30         | 4             | 26            | 3571                     |                      | 54         | 30         | 23         |
| 1999                                                                            | 128 355              | 328 850   | 39.0           | 35         | 9             | 26            | 3667                     |                      | 46         | 46         | 23         |
| 2000                                                                            | 129 979              | 334 170   | 38.9           | 43         | 15            | 28            | 3022                     |                      | 51         | 41         | 23         |
| 2001                                                                            | 131 708              | 348 311   | 37.8           | 39         | 14            | 25            | 3377                     |                      | 51         | 47         | 23         |
| 2002                                                                            | 135 487              | 357 500   | 37.9           | 39         | 13            | 26            | 3474                     |                      | 46         | 48         | 23         |
| 2003                                                                            | 140 197              | 359 526   | 39.0           | 41         | 16            | 25            | 3419                     |                      | 41         | 53         | 23         |
| 2004                                                                            | 142 725              | 386 408   | 36.9           | 39         | 15            | 24            | 3659                     |                      | 40         | 52         | 23         |
| 2013                                                                            | 181 655              | 608 705   | 29.8           | 40         | 20            | 20            | 4541                     |                      | 31         | 44         | 23         |
| 2016                                                                            | 195 617              | 658 706   | 29.7           | 35         | 18            | 17            | 5589                     |                      | 26         | 37         | 25         |
| 2019                                                                            | 210 658              | 709 354   | 29.7           | 36         | 21            | 15            | 5851                     |                      | 25         | 38         | 25         |
| 2021                                                                            | 218 094              | 741 430   | 29.4           | 38         | 20            | 18            | 5739                     |                      | 27         | 43         | 25         |
| 2023                                                                            | 224 680              | 771 383   | 29.1           | 46         | 28            | 18            | 4884                     |                      | 25         | 38         | 25         |
| Fuente: Catholic-Hierarchy, que a su vez toma los datos del Anuario Pontificio. |                      |           |                |            |               |               |                          |                      |            |            |            |

## Episcopologio
- George Elmer Bernarding, S.V.D. † (19 de diciembre de 1959-7 de marzo de 1987 retirado)
- Michael Meier, S.V.D. † (7 de marzo de 1987 por sucesión-17 de julio de 2006 retirado)
- Douglas William Young, S.V.D. (17 de julio de 2006-18 de marzo de 2025 retirado)
- Clement Papa, por sucesión el 18 de marzo de 2025